# 澤克谷 (渥太華)
澤克谷是加拿大安大略省渥太華的一個住宅區。
該地區由澤克谷道（Jockvale Road）夾綠岸道（Greenbank Road）處的住宅房屋組成，周圍是市郊住宅區巴哈文。據2016年加拿大人口普查，澤克谷的人口為24人。